# 1-es metró (Brüsszel)
A brüsszeli 1-es metró a Gare de l’Ouest/Weststation (Molenbeek-Saint-Jean) és a Stockel/Stokkel (Woluwe-Saint-Pierre) megállók között közlekedik.

## Története
Ez a legrégebbi metróvonal, a tervek visszanyúlnak egészen 1898-ig. A munkálatok viszont csak 1965-ben kezdődnek meg, a Schuman körforgalomnál. 1969-ben nyílt meg az 1-es metró elődje, a Schuman és a De Brouckère állomások között a föld alatt, villamos - prémétro - közlekedett. 11 év munka után ez a szakasz át lett alakítva igazi metróvá. Majd meghosszabbították kelet felé a Merode állomásig, ahol kettéágazott: északkelet felé a Tomberg (1A) állomásig, délkelet felé a Beaulieu-ig (1B). 1976. szeptember 30-án avatta fel I. Baldvin belga király.
A metróhálózat átszervezése óta (2009. április 4.), az 1-es vonal a régi 1B vonal egy részén közlekedik: a Gare de l’Ouest (végállomás lett) és az 1B vonal régi keleti végállomása a Stockel állomás között. A régi 1B vonal nyugati felén, a régi Erasme végállomás és a Gare de l’Ouest között az 5-ös metró vette át a szerepet.

## Állomások

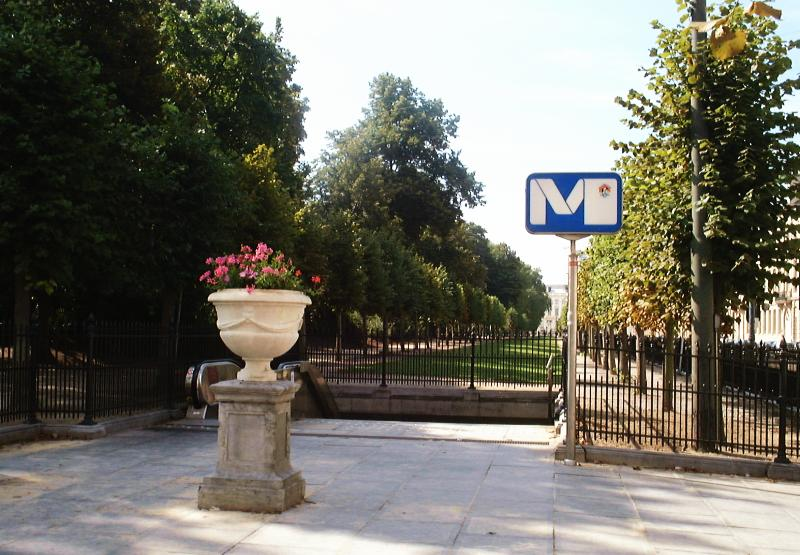
A Parc metrólejáró

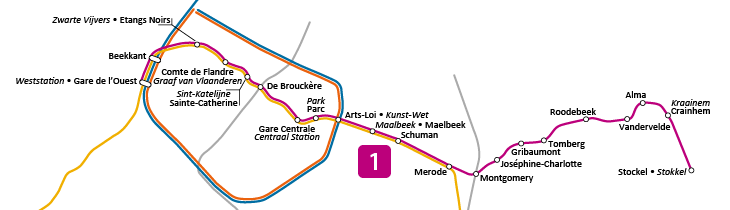
Az 1-es metró térképe az érintett állomásokkal

|  |   |  | Állomások                             | Városrészek                     | Átszállások                                                    |
|  | - |  | ------------------------------------- | ------------------------------- | -------------------------------------------------------------- |
|  | o |  | Gare de l'Ouest/Weststation           | Brüsszel (Molenbeek)            | 2, 5, 6, 82, 83, 86, De Lijn, SNCB                             |
|  | o |  | Beekkant                              | Brüsszel (Molenbeek)            | 2, 6, 84, De Lijn                                              |
|  | o |  | Étangs Noirs/Zwarte Vijvers           | Brüsszel (Molenbeek/Koekelberg) | 20, N16, De Lijn                                               |
|  | o |  | Comte de Flandre/Graaf van Vlaanderen | Brüsszel (Molenbeek)            | 89                                                             |
|  | o |  | Sainte-Catherine/Sint-Katelijne       | Brüsszel                        |                                                                |
|  | o |  | De Brouckère                          | Brüsszel                        | 3, 4, 29, 31, 32, 38, 46, 47, 63, 66, 71, 86, 88, N18, De Lijn |
|  | o |  | Gare Centrale/Centraal Station        | Brüsszel                        | 29, 38, 63, 65, 66, 71, SNCB                                   |
|  | o |  | Parc/Park                             | Brüsszel                        | 29, 63, 65, 66, 92, 94                                         |
|  | o |  | Arts-Loi/Kunst-Wet                    | Brüsszel                        | 2, 6, 22                                                       |
|  | o |  | Maelbeek/Maalbeek                     | Brüsszel                        | 22, 59, 64                                                     |
|  | o |  | Schuman                               | Brüsszel                        | 12, 21, 22, 36, 60, 79, N06, De Lijn, SNCB                     |
|  | o |  | Merode                                | Brüsszel (Etterbeek)            | 5, 22, 27, 61, 80, 81, 83, N06, SNCB                           |
|  | o |  | Montgomery                            | Brüsszel (Woluwe-Saint-Pierre)  | 7, 22, 25, 27, 39, 44, 61, 80, 81, 83, N06                     |
|  | o |  | Joséphine-Charlotte                   | Brüsszel (Woluwe-Saint-Lambert) |                                                                |
|  | o |  | Gribaumont                            | Brüsszel (Woluwe-Saint-Lambert) |                                                                |
|  | o |  | Tomberg                               | Brüsszel (Woluwe-Saint-Lambert) | 28                                                             |
|  | o |  | Roodebeek                             | Brüsszel (Woluwe-Saint-Lambert) | 29, 42, 45, N05, De Lijn, Conforto Bis                         |
|  | o |  | Vandervelde                           | Brüsszel (Woluwe-Saint-Lambert) | N05, Conforto Bis                                              |
|  | o |  | Alma                                  | Brüsszel (Woluwe-Saint-Lambert) | N05                                                            |
|  | o |  | Crainhem/Kraainem                     | Brüsszel (Woluwe-Saint-Lambert) | 76, 77, 79, N05, De Lijn, Conforto Bis                         |
|  | o |  | Stockel/Stokkel                       | Brüsszel (Woluwe-Saint-Pierre)  | 36, 39                                                         |